# Mikołaj Drygała
Mikołaj zwany Drygałą – mieszczanin warszawski. Jeden z pierwszych znanych z imienia mieszkańców Starej Warszawy. Uczestnik procesu polsko-krzyżackiego w 1339 roku.
W 1962 roku jego imieniem nazwano ulicę w Warszawie na Szczęśliwicach.